# Plan (Spagna)
Plan è un comune spagnolo di 314 abitanti situato nella comunità autonoma dell'Aragona. Fa parte della comarca del Sobrarbe.

Nel paese fu edificata a suo tempo (XVI secolo), una torre per il controllo del territorio. La bellezza dei dintorni e la vicinanza al Parco naturale di Posets hanno favorito, negli ultimi anni, un certo sviluppo turistico.